# São Julião (Piauí)
São Julião is een gemeente in de Braziliaanse deelstaat Piauí. De gemeente telt 6.111 inwoners (schatting 2009).